# 제프리 로워
제프리 로워(Geoffrey Lower, 1963년 3월 19일 ~ )는 미국의 배우이다.
와이오밍주에서 태어났다.

## 출연 작품
- 돈벼락을 맞은 여자 (2000, More Dogs Than Bones)
- 닥터 퀸 - 더 무비 (1999년)
- 스키드마크 (1998년)
- 아발란체 (1998년)
- 헤븐 비포 아이 다이 (1997년)
- 헤븐 센트 (1994년)
- 앤 더 밴드 플레이드 온 (1993년)

### 텔레비전
- NCIS 시즌3 (2005년) - 로버트 모리스 역
- 닥터 퀸 (1993년)